# Коалиция 14 марта
Коалиция 14 марта (араб. تحالف 14 آذار‎) или M14, получившая своё название в честь даты свершения революции кедров — ливанская коалиция антисирийских политических партий и независимых кандидатов, во главе с членом парламента Саадом Харири, младшим сыном Рафика Харири, бывшего премьер-министра Ливана, погибшего в результате теракта, Самиром Джааджаа, полевым командиром, лидером правохристианской организации «Ливанские силы», Амином Жмайелем, бывшим президентом Ливана и Валидом Джублатом, лидером Прогрессивно-социалистической партии Ливана.

## Учредители и члены коалиции

### 2009 год
Партии-члены коалиции и число мест в парламенте: Движение за будущее (26 мест), Ливанские силы (8 мест), Катаиб (5 мест), Социал-демократическая партия Гнчакян (2 места), Армянская Либерал-Демократическая партия (Ливан) (1 место), Национал-либеральная партия (Ливан) (1 место), Левое демократическое движение (Ливан) (1 место), Исламская группа (Ливан) (1 место), Демократическое обновление (Ливан) (0), Национальный блок (Ливан) (0), Движения за независимость (Ливан) (0), Свободное движение шиитов (Ливан) (0), Союз сирийских партий (Ливан) (0), Партия Шурая (0), Ливанская партия мира (0).